# Баца (Мантова)
Баца је насеље у Италији у округу Мантова, региону Ломбардија.
Према процени из 2011. у насељу је живело 35 становника. Насеље се налази на надморској висини од 23 м.